# Geoffrey Owens
Geoffrey Louis Owens (Brooklyn, 18 marzo 1961) è un attore statunitense.
Deve la sua fama all'interpretazione di Alvin Tibideaux, il marito di Sandra Robinson, nella celebre sitcom degli anni ottanta I Robinson.

## Filmografia parziale

### Cinema
- Cronisti d'assalto (The Paper), regia di Ron Howard (1994)
- Stonebrook, regia di Byron W. Thompson (1999)
- Forgiven, regia di Lance Tracy - cortometraggio (1999)
- The Cross, regia di Lance Tracy (2001)
- La partita dell'amore (Play the Game), regia di Marc Fienberg (2009)
- Sami's Cock, regia di George Larkin - cortometraggio (2010)
- Wilde Salomé, regia di Al Pacino (2011)
- Dreams, regia di Joel Kapity (2013)
- Ultimo viaggio in Oregon (Youth in Oregon), regia di Joel David Moore (2016)
- Impossible Monsters, regia di Nathan Catucci (2019)
- klutz., regia di Michelle Bossy - cortometraggio (2019)
- Hibiscus, regia di Tawan Bazemore (2020)
- Victor in Paradise, regia di Brendan McHugh - cortometraggio (2020)
- Fizzle, regia di Jeremiah Kipp - cortometraggio (2020)
- Fatale - Doppio inganno (Fatale), regia di Deon Taylor (2020)
- Hide and Seek, regia di Joel David Moore (2021)
- Somewhere in Queens, regia di Ray Romano (2022)
- Susie Searches, regia di Sophie Kargman (2022)
- I'll Be Right There, regia di Brendan Walsh (2023)
- In viaggio con mio figlio (Ezra), regia di Tony Goldwyn (2023)
- Taxon, regia di Charlie Tahan - cortometraggio (2024)
- Nonnas, regia di Stephen Chbosky (2025)

### Televisione
- I Robinson (The Cosby Show) – serie TV, 44 episodi (1985-1992)
- ABC Afterschool Specials – serie TV, episodio 19x03 (1990)
- Built to Last – serie TV, 8 episodi (1997)
- Law & Order - I due volti della giustizia (Law & Order) – serie TV, episodio 9x24 (1999)
- The Cosby Show: A Look Back – documentario TV (2002)
- Law & Order - Unità vittime speciali (Law & Order: Special Victims Unit) – serie TV, episodio 4x07 (2002)
- Raven (That's So Raven) – serie TV, episodio 4x21 (2007)
- The Wedding Bells – serie TV, episodio 1x05 (2007)
- Boston Legal – serie TV, episodio 4x01 (2007)
- Las Vegas – serie TV, episodio 5x02 (2007)
- Journeyman – serie TV, episodio 1x04 (2007)
- C'è sempre il sole a Philadelphia (It's Always Sunny in Philadelphia) – serie TV, 3 episodi (2007-2021)
- Medium – serie TV, 2 episodi (2008)
- I Didn't Know I Was Pregnant – reality show, un episodio (2008)
- Senza traccia (Without a Trace) – serie TV, episodio 7x06 (2008)
- In the Mix – film TV (2009)
- Action Auto – film TV (2009)
- Speaking of Baghdad – documentario TV (2009)
- FlashForward – serie TV, episodio 1x17 (2010)
- La vita segreta di una teenager americana (The Secret Life of the American Teenager) – serie TV, 2 episodi (2010-2011)
- The Leftovers - Svaniti nel nulla (The Leftovers) – serie TV, episodio 1x10 (2014)
- The Affair - Una relazione pericolosa (The Affair) – serie TV, episodio 1x10 (2014)
- The Slap – miniserie TV, 8 puntate (2015)
- Deadbeat – serie TV, episodio 2x02 (2015)
- Divorce – serie TV, 3 episodi (2015)
- Blue Bloods – serie TV, episodio 7x19 (2017)
- Lucifer – serie TV, episodio 2x15 (2017)
- The Blacklist – serie TV, episodio 5x04 (2017)
- Elementary – serie TV, episodio 6x01 (2018)
- NCIS: New Orleans – serie TV, episodio 5x06 (2018)
- Billions – serie TV, episodio 4x06 (2019)
- On Becoming a God (On Becoming a God in Central Florida) – serie TV, 2 episodi (2019)
- (Future) Cult Classic – film TV (2019)
- Mythic Quest – serie TV, episodio 1x05 (2020)
- Power – serie TV, 2 episodi (2020)
- The Haves and the Have Nots – serie TV, 8 episodi (2021)
- Bless This Mess – serie TV, 3 episodi (2021)
- Power Book II: Ghost – serie TV, 3 episodi (2021)
- That Damn Michael Che – serie TV, 2 episodi (2021)
- The Good Fight – serie TV, 4 episodi (2021)
- New Amsterdam – serie TV, episodio 4x11 (2022)
- The Rookie – serie TV, episodio 4x17 (2022)
- Bull – serie TV, episodio 6x19 (2022)
- All Rise – serie TV, 2 episodi (2022)

## Doppiatori italiani
Nelle versioni in italiano delle opere in cui ha recitato, Geoffrey Owens è stato doppiato da:
- Vittorio De Angelis ne I Robinson (st. 2), Cronisti d'assalto
- Marco Mete ne I Robinson (st. 3-5)
- Sandro Acerbo ne I Robinson (st. 6-8)
- Francesco Prando in Raven
- Dodo Versino in The Blacklist
- Luca Graziani in Billions
- Roberto Fidecaro in Blue Bloods
- Roberto Stocchi in Lucifer
- Gianni Gaude in The Rookie
- Massimo De Ambrosis in All Rise
- Alberto Bognanni in New Amsterdam
- Maurizio Tesei in The Night Agent
- Stefano Thermes in Nonnas